# ویویان پوپ
ویویان پوپ (انگلیسی: Vyvyan Pope; ۳۰ سپتامبر ۱۸۹۱ – ۵ اکتبر ۱۹۴۱) فرد نظامی اهل بریتانیا بود. وی همچنین برندهٔ جوایزی همچون صلیب نظامی شده‌است.